# Torrecilla sobre Alesanco
Torrecilla sobre Alesanco es un municipio de la comunidad autónoma de La Rioja (España).

## Geografía humana

### Demografía
Cuenta con una población de 55 habitantes (INE 2024).
| Gráfica de evolución demográfica de Torrecilla sobre Alesanco entre 1842 y 2021                                                                                  |
| |
| Población de derecho según los censos de población del INE Población de hecho según los censos de población del INEEn este censo se denominaba San Isidoro: 1950 |

| Nacionalidad | Hombres | Mujeres | Total | %     | Proporción |
| ------------ | ------- | ------- | ----- | ----- | ---------- |
| Española     | 21      | 9       | 30    | 62.5% |            |
| Extranjera   | 8       | 10      | 18    | 37.5% |            |

## Administración
| Periodo   | Nombre                        | Partido |
| --------- | ----------------------------- | ------- |
| 1979-1983 | José Luis Martínez Martínez   | UCD     |
| 1983-1987 | Luis Andrés Cañas Martínez    | AP      |
| 1987-1991 | Luis Andrés Cañas Martínez    | AP      |
| 1991-1995 | José Luis Martínez Martínez   | PP      |
| 1995-1999 | José Miguel Olarte Santamaría | PP      |
| 1999-2003 | Luis Andrés Cañas Martínez    | PP      |
| 2003-2007 | Cirilo Ángel Amutio Bolandier | PP      |
| 2007-2011 | Cirilo Ángel Amutio Bolandier | PP      |
| 2011-2015 | Cirilo Ángel Amutio Bolandier | PP      |
| 2015-2019 | Cirilo Ángel Amutio Bolandier | PP      |
| 2019-2023 | Braulio Amutio Sobrevilla     | PSOE    |

## Patrimonio

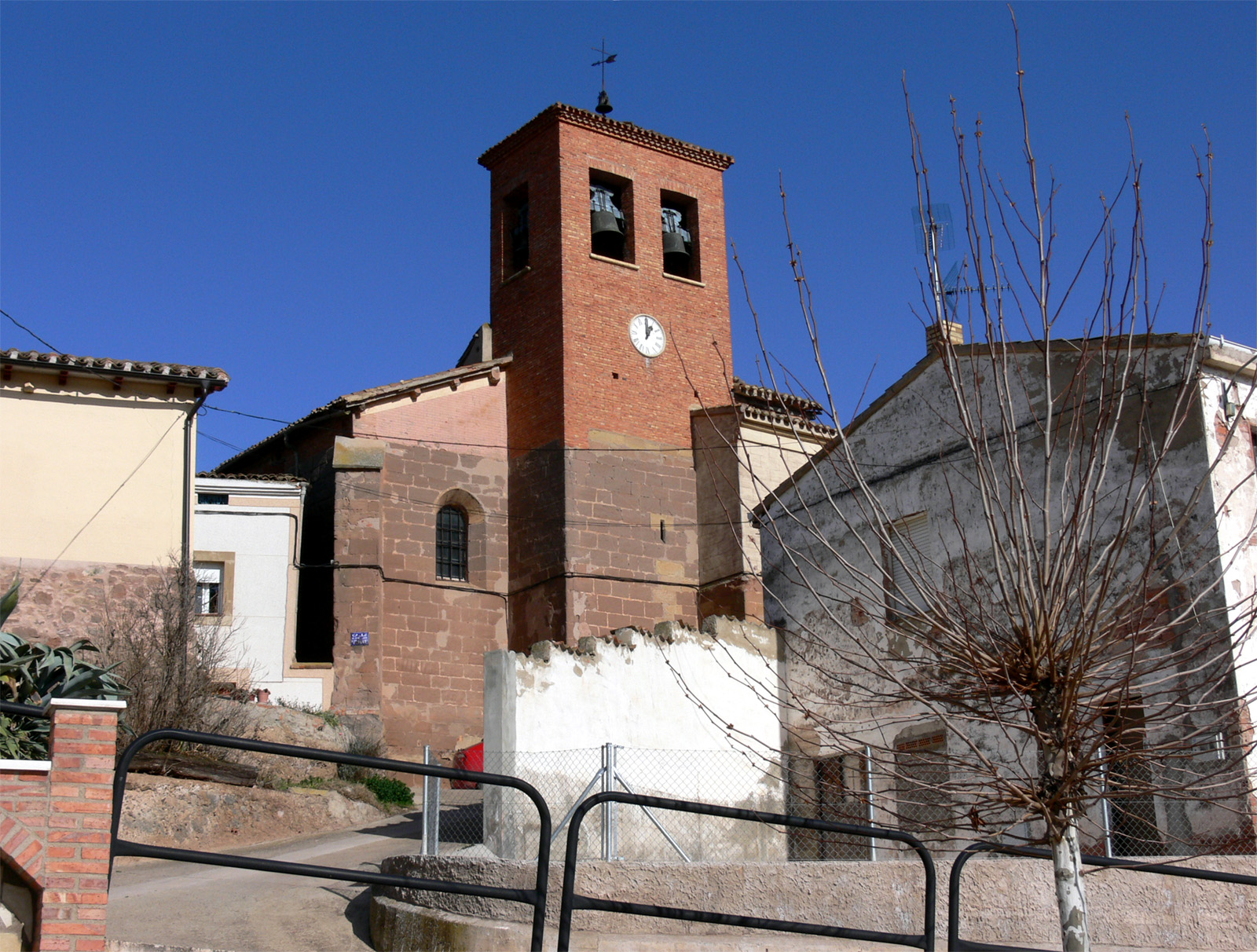
Iglesia de la Asunción.

- Iglesia de la Asunción. Construida entre los siglos XVI y XVII.